# Проминьский сельский совет (Солонянский район)
Проминьский сельский совет (укр. Промінська сільська рада) — входит в состав
Солонянского района
Днепропетровской области
Украины.
Административный центр сельского совета находится в 
с. Проминь.

## Населённые пункты совета
- с. Проминь
- с. Голубиновка
- с. Дальнее
- с. Карайково
- с. Матросово
- с. Акимовка